# Loiret
Loiret (wymowaⓘ, lwaˈʀɛ) – francuski departament położony w Regionie Centralnym-Dolinie Loary. Departament został utworzony 4 marca 1790 roku. Departament oznaczony jest liczbą 45.
Według danych na rok 2012 liczba zamieszkującej departament ludności wynosi 656 105 os. (96 os./km²); powierzchnia departamentu to 6775 km². Ośrodkiem administracyjnym (prefekturą) i największym miastem departamentu jest Orlean.
Nazwa departamentu pochodzi od rzeki Loiret, dopływu Loary. Departament Loiret sąsiaduje z departamentami Sekwana i Marna, Yonne, Nièvre, Cher, Loir-et-Cher i Eure-et-Loir. Loiret jest jednym z 83 departamentów, który został utworzony podczas rewolucji francuskiej 4 marca 1790 roku. Został on stworzony z byłej prowincji Orleanii.
W 2023 roku w skład departamentu wchodziło 325 gmin (lista).

## Miejscowości
Największe miejscowości departamentu (w nawiasach liczba ludności w 2021 roku):

- Orlean (Orléans, 116 617)
- Olivet (22 855)
- Saint-Jean-de-Braye (21 700)
- Fleury-les-Aubrais (21 438)
- Saran (16 679)
- Saint-Jean-de-la-Ruelle (16 594)
- Montargis (15 061)
- Gien (13 387)
- Amilly (13 267)
- Châlette-sur-Loing (12 728)
- La Chapelle-Saint-Mesmin (10 218)
- Ingré (9755)
- Saint-Jean-le-Blanc (9379)
- Pithiviers (9094)
- Chécy (8808)
- Châteauneuf-sur-Loire (8416)
- Le Malesherbois (8005)
- Saint-Denis-en-Val (7654)
- Beaugency (7598)
- La Ferté-Saint-Aubin (7318)
- Villemandeur (6846)
- Meung-sur-Loire (6567)
- Saint-Pryvé-Saint-Mesmin (6185)
- Sully-sur-Loire (5161)
- Briare (5113)
- Neuville-aux-Bois (4981)
- Jargeau (4662)
- Ormes (4333)
- Sandillon (4205)
- Chaingy (4047)